# Sumsi
Die Biene Sumsi ist eine Comic-Werbefigur der Raiffeisen-Banken in Deutschland, Österreich, der Schweiz, Italien, Belgien und Luxemburg. Sie ist als Identifikationsfigur für junge Sparer bis 12 Jahre gedacht. Rechteinhaber ist die Agentur AMI Communication, die auch das gleichnamige internationale Magazin für europäische Genossenschaftsbanken herausgibt.

## Geburt
Die Figur der Sparbiene wurde Ende der 1960er Jahre vom schwäbischen Grafiker Egon Kingerter erfunden. Da die Entwürfe bei einer ersten Vorlage im Jahre 1968 nicht genügend Anklang fanden, verschwand Sumsi in der Schreibtischlade. 1974 entdeckte Peter Höftmann, der spätere Chefredakteur der Agentur AMI Communication, die kleine Biene wieder und präsentierte sie den österreichischen und deutschen Raiffeisenbanken. Diesmal konnte die Biene überzeugen, zumal auch andere Banken bereits eine Kinderfigur hatten.

## Magazin
1978 erschien das erste Comic-Heft, das Sumsi-Magazin bzw. die Sumsi-Post in Österreich mit sechs Ausgaben jährlich, kurz darauf wurde auf zwölf Ausgaben umgestellt. Das Magazin wird bis heute zentral in Stuttgart hergestellt – in drei Sprachen: Deutsch, Italienisch und Französisch –, gezeichnet wird es in Barcelona. Da Egon Kingerter bereits 1972 tödlich verunglückt war, gestalteten inzwischen fünf Zeichner verschiedene Versionen der Sumsi. Geblieben sind ihr jedoch die roten Handschuhe und Schuhe. Nur die Kopfbedeckung ändert sie heute je nach Anlass. 
Das Magazin wurde so modernisiert, dass sich auch Jugendliche bis 14 angesprochen fühlen sollen. Seit 2010 hat Sumsi einen Internetauftritt auf Facebook.

## Merchandising
Zudem wird Sumsi bei den Banken auf Sparbüchsen, Briefpapier und diversen Kinderveranstaltungen verwendet. Von einigen Banken werden auch spezielle Kinderspartage, die Sumsi-Spartage angeboten. Wie beim Weltspartag gibt es da kleine Geschenke für die Jungsparer, die mit ihren Sumsi-Sparbüchern zur Bank kommen.